# Кунжут
Кунжу́т, или Сеза́м (лат. Sésamum) — род травянистых растений семейства Педалиевые (Pedaliaceae).

## Название
Русское слово кунжут происходит от персидского کنجد (конжед), по всей видимости, заимствованного через тюркские языки. Латинское название рода растений Sesamum происходит от др.-греч. σήσαμον, которое, в свою очередь, заимствовано из семитских языков (арамейское shūmshĕmā, араб. سمسم‎, ивр. שומשום‎), от поздне-вавилонского shawash-shammu от ассирийского shamash-shammū от shaman shammī — «масляное растение».

## Ботаническое описание

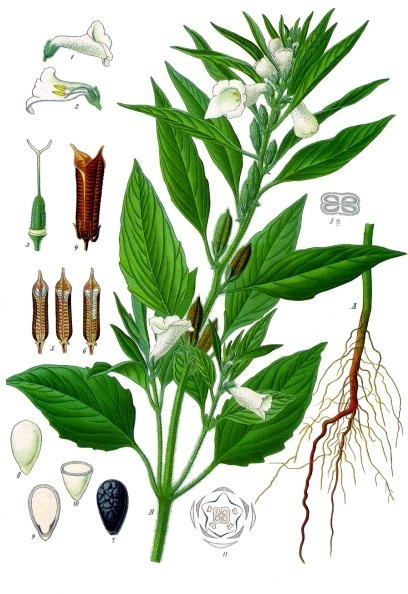
Кунжут индийский — типовой вид рода.

Однолетние или многолетние травянистые растения. Листья очерёдные, или супротивные, или супротивные внизу и очерёдные вверху, цельные или трёхраздельные (реже трёхрассечённые).
Цветки крупные, пятичленные, пазушные, в дихазиях по 1—3. Цветоножки короткие, при основании с двумя прицветничками и с округлой желёзкой. Чашечка пятираздельная, венчик колокольчатый или воронковидно-трубчатый, почти двугубый, с 3 (редко 5)-лопастной нижней и короткодвулопастной верхней губой. Тычинок 4 (5—10) (причём одна или две тычинки обычно недоразвиваются и превращаются в стаминодии). Завязь верхняя, из двух плодолистиков с дополнительными ложными перегородками, с центральной колонкой, к которой прикрепляются многочисленные, располагающиеся в гнёздах завязи в один ряд семена; рыльце двулопастное.
Плод — удлинённая, раскрывающаяся почти до основания, сжато четырехгранная, прижатая к стеблю коробочка.

## Распространение
Виды рода встречаются главным образом в Африке. Один вид — кунжут индийский (Sesamum indicum) — в диком состоянии неизвестен, широко культивируется во всех субтропических и тропических регионах и иногда дичает.

## Использование
Основным культивируемым видом является кунжут индийский, используемый в пищу. Из перетёртых семян изготавливают кунжутную пасту тахини, тахинную массу для халвы и начинок конфет. Прессованием получают кунжутное масло, оставшийся жмых также идёт в пищу или на корм сельскохозяйственным животным. В целом виде семена употребляются как посыпка для хлебо-булочных изделий и в козинаках.
Семена кунжута бывают как белыми, так и чёрными (Sesamum radiatum). Каждая из разновидностей обладает своими вкусовыми качествами.

## Список видов
Род Кунжут включает 26 видов:
- Sesamum alatum Thonn.
- Sesamum angolense Welw.
- Sesamum calycinum Welw.
- Sesamum indicum L. typus[1] — Кунжут индийский, или Кунжут обыкновенный, или Кунжут восточный
- Sesamum lepidotum Schinz
- Sesamum marlothii Engl.
- Sesamum pedalioides Welw. ex Hiern
- Sesamum radiatum Schumach. & Thonn.
- Sesamum rigidum Peyr.
- Sesamum schinzianum Asch.
- Sesamum triphyllum Welw. ex Asch.

## Галерея

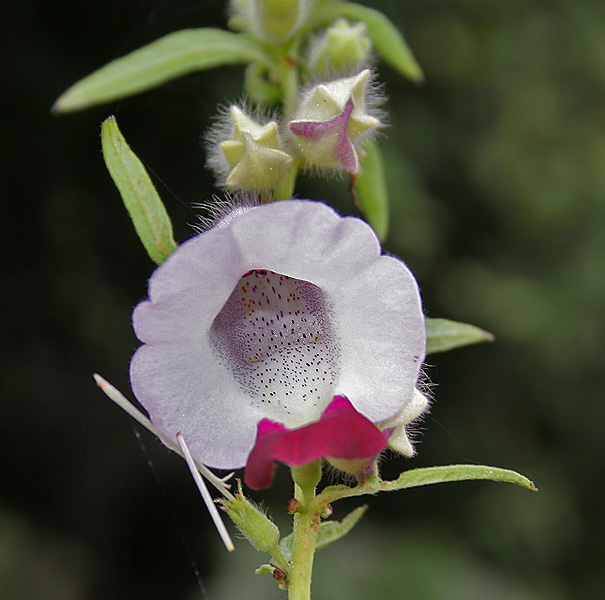
Sesamum indicum
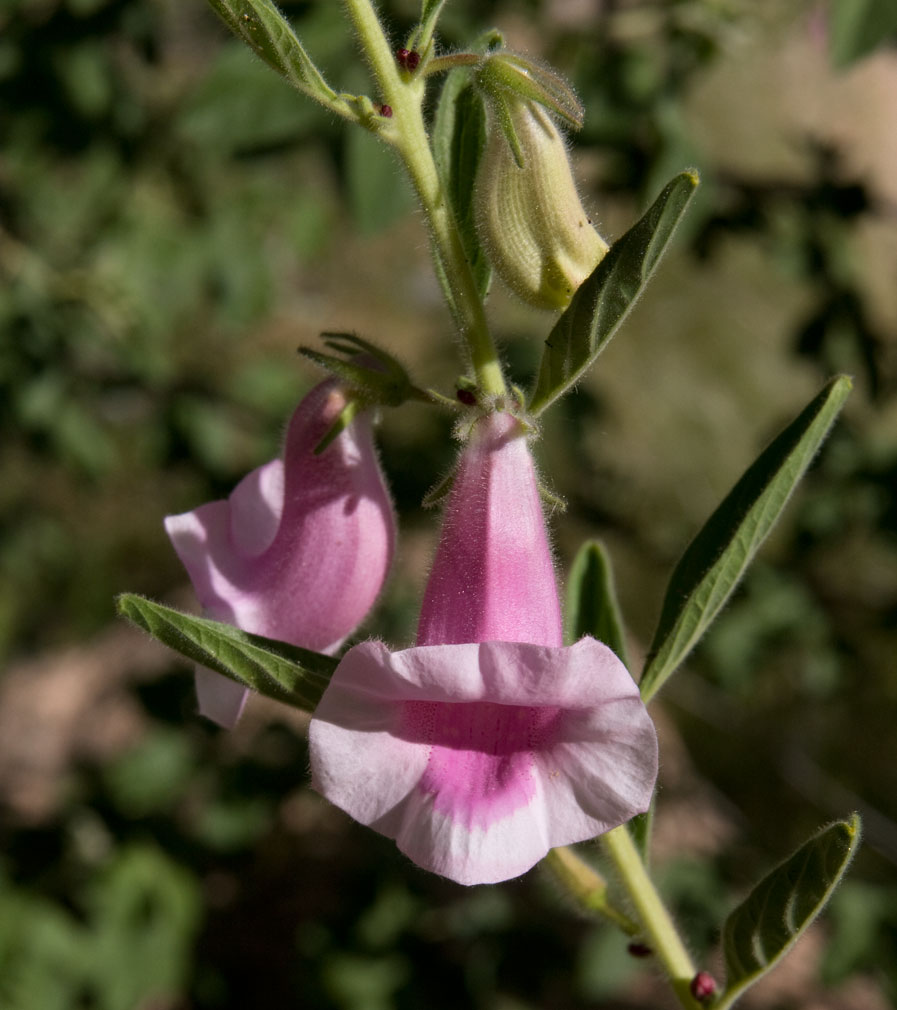
Sesamum rigidum
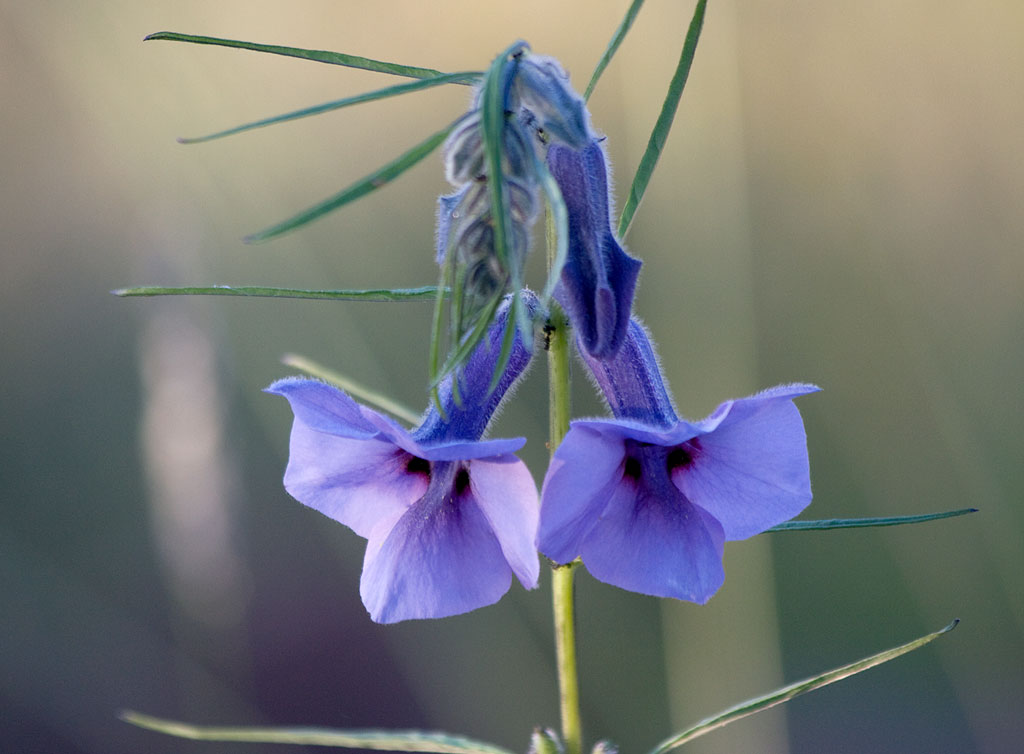
Sesamum triphyllum
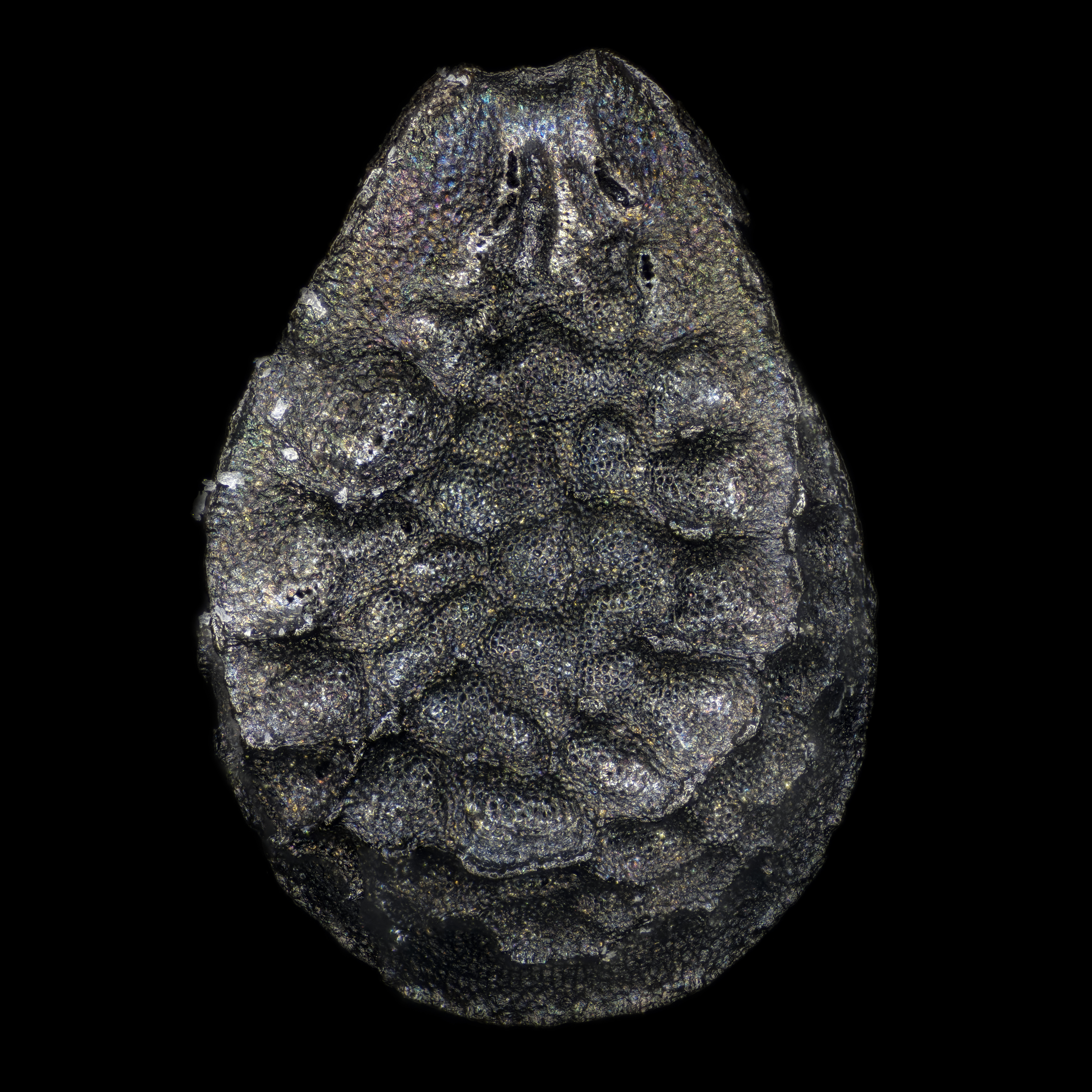
Семена под микроскопом
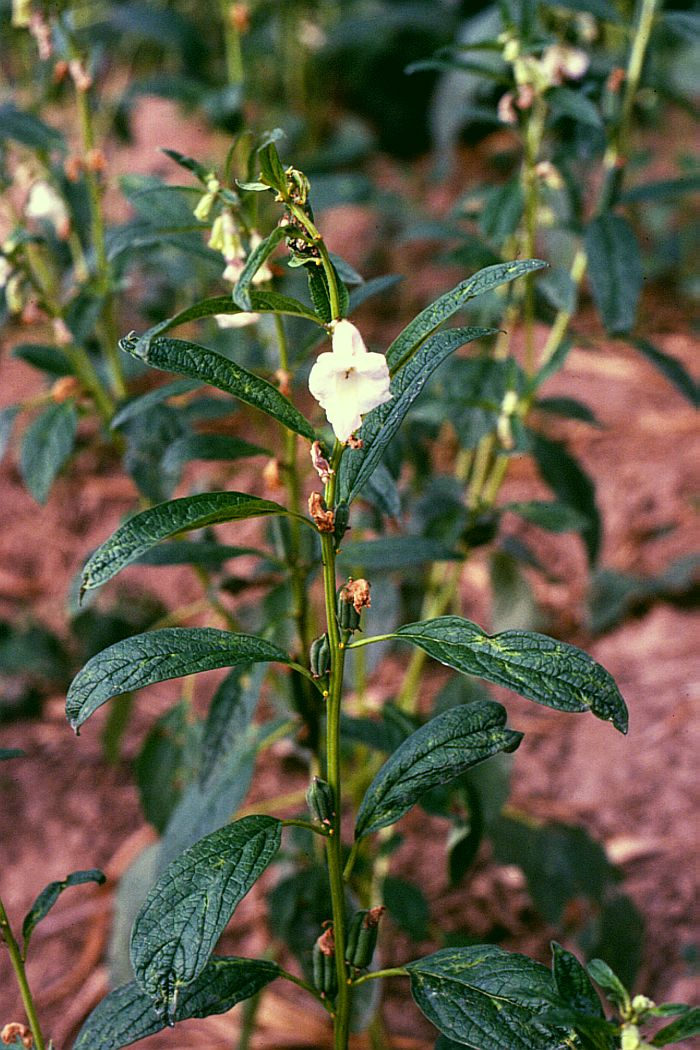
Кунжут.
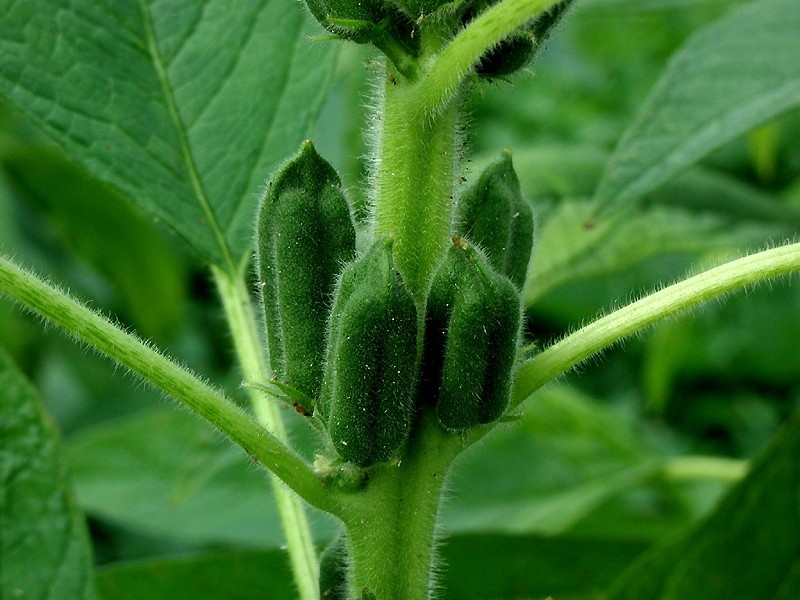
Листья и плоды.
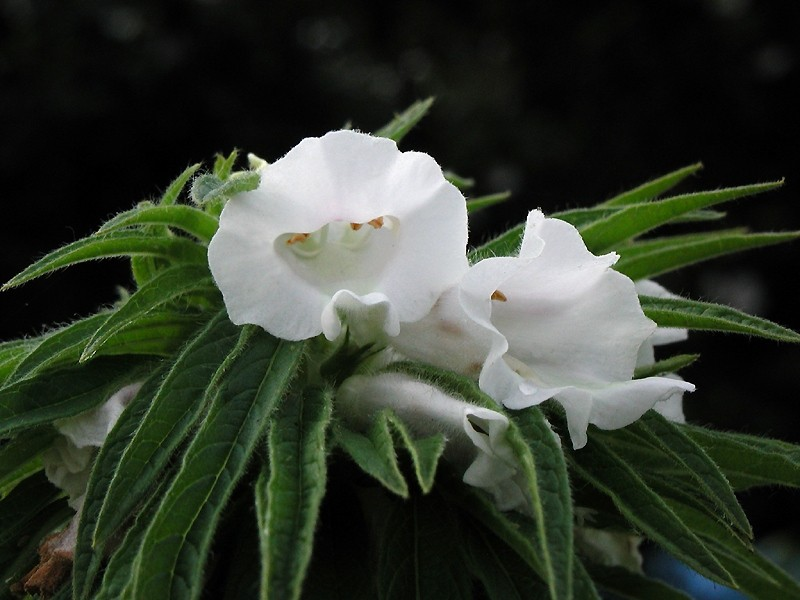
Цветки.
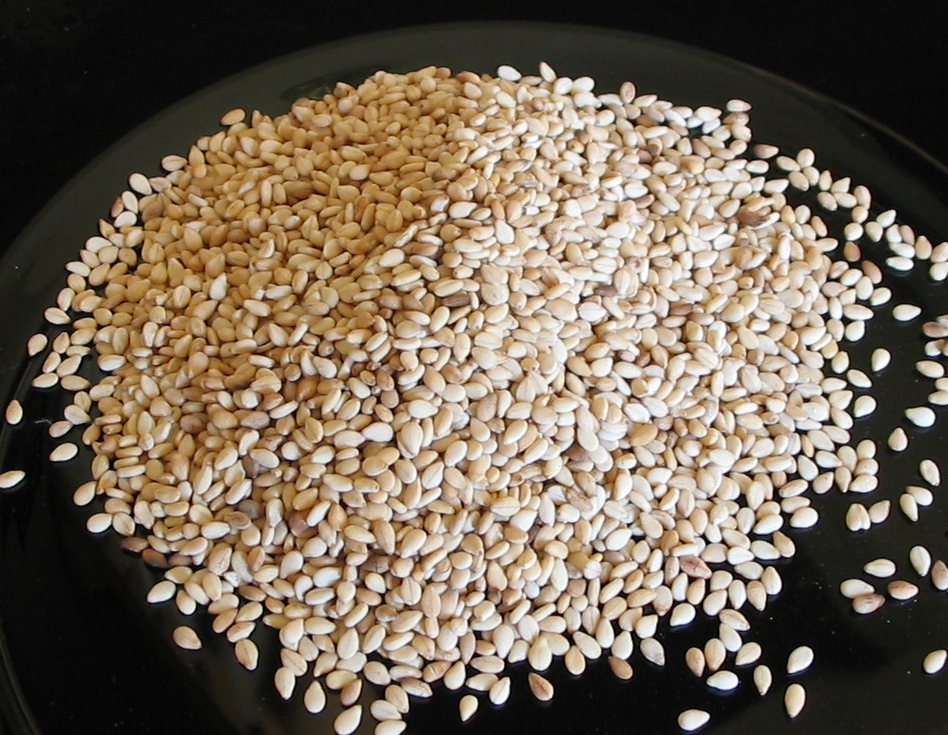
Семена кунжута.